# Андреас Ахенбах
Андреас Ахенбах (Касел, 29. септембар 1815 — Диселдорф, 1. април 1910) био је немачки сликар пејзажа.
После пресељења породице Ахенбах у Диселдорф 1823. године Андреас се са 12 година уписује на ликовну академију у Диселдорфу (Диселдорфска Академија). Брзо је уверио свог учитеља Јохана Вилхелма Ширмера у свој таленат. Са 14 година продаје прву слику уметничком друштву у Вестфалији. Био је један од познатијих сликара пејзажа у Немачкој који је припадао познатој Диселдорфској школи, међу којима је и његов млађи брат Освалд Ахенбах познат као и Андреас.
Андреас Ахенбах је излагао скоро у свим јавним и приватним галеријама. Његове слике достижу велике вредности на аукцијама.

## Уметничка каријера
Андреас Ахенбах је још као дете добијао часове из цртања и своју уметничку припрему почео је 1827. године са дванајст година на уметничкој академији у Диселдорфу. На изложби коју је организовао његов учитељ Вилем фон Шадов 1829. године је као четрнаистогодишњак имао први успех, не само као сликар који је ту излагао већ је он ту своју слику први пут продао
У годинама 1832. и 1833. предузео је студијско путовање између осталог у Ротердам, Схевенинген, Амстердам и Ригу. Пут му је омогућио да се упозна са Холандским и Фламанским сликарством. Од тога доба је у његовим сликама преовладао мотив мора и његових обала.
Ахенбахови рани радови су били обележани немачким романтизмом али после боравка у Минхену 1835. године настао је прелом и његово дело се карактерише реализмом и он постаје творац немачког реализма.
Разлози за напуштање академије су били унутрашњи конфликти. Године 1885. је постао почасни становник Диселдорфа. Такође је 1885. године Ахенбах добио прво одликовање –{Pour le Merite}-.
Андреас Ахенбах је био мајстор сликарске технике и реформатор у уметности, али у односу на интензитет властитог стваралаштва у сликарству мало се посветио педагошком раду. Међу његове малобројне ученике је спадао његов брат Освалд Ахенбах и Алберт Флам.